# Mulianka
El Mulianka - Мулянка (rus) - és un riu de Rússia. Passa pel krai de Perm. És un afluent per l'esquerra del Kama. El Mulyanka té 52 quilòmetres de llarg i l'àrea de la seva conca de drenatge és de 460,7 quilòmetres quadrats, té 35 afluents; el més gran d'ells és el seu afluent esquerre, Pyzh.